# Chiến Quốc tứ công tử
Chiến Quốc tứ công tử (chữ Hán: 战国四公子) là bốn vị công tử nổi tiếng trong các nước chư hầu Sơn Đông thời Chiến Quốc trong lịch sử Trung Quốc. Hoạt động của cả bốn vị công tử đều liên quan tới tình hình chính trị, quân sự cuối thời Chiến Quốc.
Bốn vị công tử có đóng góp nhất định cho sự tồn vong của các quốc gia Sơn Đông trước sự xâm thực của nước Tần lớn mạnh phía tây khi đó.

## Thân thế và quan hệ
Bốn vị công tử gồm có:
- Mạnh Thường quân Điền Văn nước Tề;
- Bình Nguyên quân Triệu Thắng nước Triệu;
- Tín Lăng quân Ngụy Vô Kỵ nước Ngụy;
- Xuân Thân quân Hoàng Yết nước Sở;

Trong 4 công tử, ba người kể trên đều là con cháu vua chư hầu, chỉ có Hoàng Yết không phải dòng dõi quý tộc nhưng cũng là dòng dõi thế gia nước Sở.
Trong các công tử, Mạnh Thường quân Điền Văn hoạt động sớm nhất, vào thời Tề Mẫn vương. Ông là con của Điền Anh, họ hàng của vua Tề Mẫn vương.
Sau Mạnh Thường quân một chút là Bình Nguyên quân Triệu Thắng nước Triệu, con của Triệu Vũ Linh Vương, em của Triệu Huệ Văn vương. Bình Nguyên quân làm Tướng Quốc nước Triệu trên 30 năm dưới 3 đời vua Vũ Linh vương, Huệ Văn vương, Hiếu Thành vương.
Tín Lăng quân Nguỵ Vô Kỵ là con út của Ngụy Chiêu Vương, và là em cùng cha khác mẹ với Ngụy An Ly Vương, trẻ nhất trong số 4 công tử, nên xuất hiện trên chính trường muộn hơn so với hai vị kể trên. Giữa Mạnh Thường quân cùng Bình Nguyên và Tín Lăng quân từng có quan hệ qua lại. Mạnh Thường quân sang Tần rồi trở về đã đến ở nhà Bình Nguyên quân. Đến khi cuối đời, ông lại tá túc với Tín Lăng quân. Còn Phu nhân của Bình Nguyên quân là chị của Tín Lăng quân.
Bắt đầu hoạt động muộn hơn cả là Xuân Thân quân Hoàng Yết nước Sở, sau khi được Sở Khảo Liệt vương trọng dụng phong làm thừa tướng. Mối quan hệ giữa ông và các vị công tử kia chủ yếu trên lĩnh vực ngoại giao nhằm tương trợ nhau chống lại nước Tần mà không có những giao du, quan hệ cá nhân.

## Nuôi thực khách
Các công tử đều gây uy tín và thanh thế bằng việc nuôi các thực khách trong phủ. Số thực khách ăn ngủ ở nhà các công tử khi đông có đến hàng ngàn. Sử ký Tư Mã Thiên ghi nhận Mạnh Thường quân, Bình Nguyên quân và Tín Lăng quân đều có đến 3000 thực khách trong nhà. Họ đến ở nhờ một thời gian và có thể ra đi, không có sự ràng buộc như các thủ hạ dưới quyền các vị công tử này.
Đối với các vị công tử, việc nuôi thực khách hoàn toàn tự nguyện và vô điều kiện, không hề đòi hỏi những người khách phải đáp ứng điều gì mới được đến ăn ở nhà mình. Tất nhiên, chế độ đối đãi với các thực khách cũng khác nhau. Người có đóng góp hoặc chứng tỏ được ít nhiều tài năng được hưởng ưu đãi hơn: ăn ngon hơn, mặc đẹp hơn, đi lại có xe. Ngược lại người chưa có đóng góp gì hoặc chưa chứng tỏ được khả năng gì thì hưởng đối đãi kém hơn.
Thực chất thời Chiến Quốc, không chỉ có 4 công tử này mới nuôi thực khách trong nhà làm chỗ nhờ cậy và khuếch trương danh tiếng. Sử ký cũng nêu trường hợp tướng quân nước Triệu là Liêm Pha nuôi thực khách, danh sĩ Trương Nhĩ (sau còn sống qua thời nhà Tần, làm vua chư hầu thời Hán Sở tranh hùng) nuôi thực khách nhưng những người khách này không giúp được gì cho ông trong sự nghiệp như các vị công tử kia.
Thực khách trong nhà các công tử, cũng như các nhà quyền quý khác, có ăn ngon thì đến, không có ăn ngon thì đi; hoặc chủ đắc sủng thì tới, chủ thất sủng thì bỏ. Hoàn cảnh đó Mạnh Thường quân đã nếm trải, tương tự như tướng Liêm Pha nước Triệu. Mạnh Thường quân từng rất thất vọng và giận dữ vì sự bạc bẽo của các tân khách, khi ông được phục chức thì họ lại kéo về. Nhưng ông đành chấp nhận sự thực như vậy, sau khi được sự phân tích của Phùng Hoan. Trong một trường hợp tương tự, Liêm Pha còn được một người khách nói thẳng:
Sao ngài thấy việc muộn thế? Đạo bạn bè trong thiên hạ, kết bạn với nhau như lối con buôn, trò giao dịch ngoài chợ. Khi ngài có thế thì chúng tôi theo, ngài không có thế thì chúng tôi đi, cái đó là lẽ dĩ nhiên chứ có gì đáng giận!
Tuy nhiên không phải tất cả các tân khách đều sống ăn bám và bạc bẽo như vậy. Nhiều thực khách trở thành mạng lưới tình báo hữu hiệu cho các công tử Mạnh Thường quân, Tín Lăng quân. Người có nhiều thực khách ngưỡng vọng và trung thành hơn cả trong tứ công tử là Ngụy Vô Kỵ và Triệu Thắng. Không thấy sử chép những trường hợp thực khách bỏ các vị công tử này đi khi họ gặp khó khăn, thậm chí với Nguỵ Vô Kỵ, hàng ngàn thực khách còn khẳng khái đi đầu ra mặt trận đánh Tần để liều chết báo đáp.
Sự trả ơn của các thực khách đối với các công tử thường chỉ thực hiện khi có sự vụ liên quan đến quốc gia của vị công tử hoặc liên quan tới chính cá nhân vị công tử.

## Sự nghiệp
Khi nhiều vua chư hầu bạc nhược trước sự hung hãn của nước Tần và lại mang tính đố kỵ chẳng những với các tướng sĩ dưới quyền mà ngay cả với người thân thích, việc lập công trạng của các công tử không phải bao giờ cũng được ủng hộ và suôn sẻ. Sợ hãi sức mạnh của Tần, nhiều vua chư hầu phản ứng tiêu cực, ra quân cầm chừng, họ không nhận ra lợi ích của việc tương trợ giữa các chư hầu chẳng những nhằm cứu người mà còn cứu chính mình, họ lại lo sợ việc cứu nước bạn làm mất lòng Tần. Điển hình trong các vị vua đó là Nguỵ An Ly vương (anh của Vô Kỵ) và Sở Khảo Liệt Vương (vua của Hoàng Yết). Đây cũng chính là một trong những lý do khiến việc hợp tung chống Tần rất khó thành công.
Trong bối cảnh đó, vai trò của tứ công tử trong việc thúc đẩy hợp tung, tự vệ trước sự xâm lăng của nước Tần là rất quan trọng. Bản thân các công tử cũng không thể tự mình làm ra những công trạng đó mà chính các thực khách có những đóng góp đáng kể.
Sự hậu đãi các thực khách của các công tử được họ đền đáp. Những chuyến đi sứ mạo hiểm sang nước Tần của Mạnh Thường quân, đi sang nước Sở kêu gọi hợp tung của Bình Nguyên quân hoặc cướp binh phù đi cứu nước Triệu trong trận Hàm Đan của Tín Lăng quân Vô Kỵ đều có vai trò đóng góp của các thực khách mà thành công. Tên tuổi những người khách nổi tiếng nhất của Mạnh Thường quân là Phùng Hoan, của Bình Nguyên quân là Mao Toại, của Tín Lăng quân là Hầu Doanh và Chu Hợi.
Về mặt quân sự, Ngụy Vô Kỵ lập nhiều công trạng nhất. Ông hai lần phá được quân Tần ở trận Hàm Đan và trận Hà Ngoại, cứu nguy cho nước Triệu và chính nước Nguỵ khỏi nguy cơ sớm diệt vong, góp phần kéo dài cục diện Thất hùng thời Chiến Quốc. Câu chuyện Tín Lăng quân trộm binh phù của Nguỵ An Ly vương để cứu nước Triệu là một trong những chiến dịch được tác phẩm Đông Chu Liệt Quốc mô tả ly kỳ, hấp dẫn nhất. Nước Triệu nhờ vào sự mạo hiểm và dũng cảm của Vô Kỵ đã qua được cơn hiểm nghèo sau thất bại kinh hoàng ở trận Trường Bình.
Thành tựu chủ yếu của các vị công tử nước Tề, Triệu, Sở chủ yếu trên lĩnh vực ngoại giao để khiến quốc gia giàu mạnh hay chí ít là qua cơn hiểm nghèo. Mạnh Thường quân nhờ các thực khách mà trốn thoát qua cửa ải Hàm Cốc của nước Tần và được vua Tề phục chức thừa tướng sau một thời gian bị thất sủng. Bình Nguyên quân khuyên vua Triệu thu nhận Thượng Đảng của Phùng Đình khiến nước Triệu bị cuốn vào cuộc chiến thảm khốc với Tần ở Trường Bình nhưng sau đó chính ông cứu vãn được đại cục bằng việc lôi kéo được nước Sở hợp tung và cầu được viện binh của Tín Lăng quân đến để đẩy lui quân Tần, giải vây cho kinh thành Hàm Đan.
Trong tứ công tử, Xuân Thân quân nổi lên sau cùng, thực chất ông cũng chỉ là người học theo cách làm của các công tử 3 nước kia và trong tứ công tử, ông cũng là người ít thành tựu nhất về chính trị, quân sự trong mối quan hệ giữa các nước Thất hùng.

## Kết cục
Uy tín rất cao của các vị công tử đã vượt ra ngoài phạm vi biên giới quốc gia và chính điều này khiến một số vị gặp phải sự nghi ngờ, đố kỵ của các quân vương.
Mạnh Thường quân, Tín Lăng quân tuy từng được vua Tề, vua Ngụy dùng nhưng cuối cùng các vua Tề, Ngụy đều sợ các công tử giành mất ngôi mà đoạt chức. Mạnh Thường quân về cuối đời phải bỏ nước Tề sang nước Nguỵ, ở nhờ Tín Lăng quân. Khoảng 40 năm sau, tới lượt Tín Lăng quân bị mất chức, chán nản sa vào tửu sắc và qua đời năm 243 TCN.
Trái lại, Bình Nguyên quân và Xuân Thân quân được hoàn cảnh thuận lợi hơn, không bị sự ngờ vực của vua, mặc dù danh tiếng của các công tử này cũng rất cao. Tuy nhiên, chỉ có Bình Nguyên quân có kết cục trọn vẹn và là người may mắn hơn cả trong tứ công tử. Ông mất năm 251 TCN.
Xuân Thân quân Hoàng Yết nuôi chí làm Lã Bất Vi ở nước Sở, nhân vua Sở hiếm muộn, bèn dâng người thiếp là Lý thị đã có mang cho Sở Khảo Liệt Vương, muốn thay con mình làm vua Sở. Nhưng thủ hạ của Hoàng Yết là Lý Viên, anh của Lý thị dã tâm còn cao hơn, nhân có em được vua Sở sủng ái, đã lọt vào giữ quyền trong cung cấm. Đúng lúc vua Sở chết (238 TCN), Xuân Thân quân vào cung liền bị Lý Viên phục binh giết chết. Con Hoàng Yết tuy trở thành Sở U Vương nhưng người đóng vai Lã Bất Vi nước Sở là Lý Viên.
Sự thất sủng hoặc cái chết của tứ công tử Chiến Quốc ít nhiều ảnh hưởng đến sức mạnh của nước chư hầu mà họ phục vụ. Sau khi Mạnh Thường quân chạy sang Nguỵ, Tề Mẫn vương bị liên quân 5 nước (Tần, Nguỵ, Hàn, Triệu) kết hợp tung theo nước Yên đánh. Mẫn vương bỏ chạy và bị giết. Nước Tề suýt bị diệt vong và sau này nhờ tài năng của Điền Đan mới khôi phục được.
Sau khi Bình Nguyên quân qua đời, nước Triệu không còn người tài bên cạnh vua Triệu. Vua Triệu tin dùng gian thần Quách Khai, bỏ danh tướng Liêm Pha và giết tướng tài Lý Mục, nên hơn 20 năm sau thì nước Triệu bị Tần diệt.
Về Tín Lăng quân, Sử ký chép: 
"Tần nghe tin công tử đã chết, bèn sai Mông Ngao đánh Ngụy lấy hai mươi thành, bắt đầu đặt Đông Quận. Sau đó Tần dần dần nuốt Ngụy như tằm ăn lá dâu, được mười tám năm thì bắt Ngụy Vương, làm cỏ dân thành Đại Lương."
Nước Sở thời Xuân Thân quân cầm quyền trở nên giàu mạnh, bành trướng diệt nước Lỗ (256 TCN), nhưng từ khi Hoàng Yết chết, thế nước đi xuống và hơn 10 năm sau cũng bị Tần tiêu diệt.
Mặc dù sức mạnh của nước Tần ngày càng áp đảo các chư hầu và xu thế thống nhất của quốc gia này là khó đảo ngược, song thực tế cho thấy sự hiện diện trên chính trường của bốn vị công tử góp phần duy trì, kéo dài cục diện Thất hùng thời Chiến Quốc.